# 李宋喜一
李宋 喜一（イソン・ヒイル、朝鮮語: 이송 희일、1971年 - ）は、大韓民国の学生運動家、映画監督、作家、同性愛者（ゲイ）の人権活動家である。
2017年の韓国大統領選挙では、左派政党･正義党の沈相奵を支持した。

## 作品
- 「常に日曜日のように」
- 「私寝たいと言ってみて」
- 「去年の夏、突然」
- 「南に行く」（2012年）
- 「白夜白夜」（2012年）
- 「脱走」（2009年）
- 「黄金時代」（2009年）
- 「後悔なんてしない」（2006年）
- 「椿の花」（2004年）
- 「飼料のハンターたち」（2002年）
- 「グッドロマンス」（2001年）
- 「四字熟語」（2001年）
- 「夜間飛行」（2014年）